# Преображенка (Дніпровський район)
Преобра́женка — село в Україні, у Царичанській селищній громаді Дніпровського району Дніпропетровської області. Площа — 5,028 км², домогосподарств — 373, населення — 820 осіб.

## Географія
Село Преображенка знаходиться на правому березі каналу Дніпро — Донбас, вище за течією на відстані 4 км розташоване село Калинівка, нижче за течією на відстані 3 км розташоване село Юр'ївка, на протилежному березі — села Вербове, Новостроївка і Кущівка. Біля села кілька заболочених озер. Через село проходить автошлях Т 0413 Царичанка-Магдалинівка-Губиниха, поруч проходить дорога Т 0412. За 1 км знаходилося знелюдніле село Кирилівка

## Історія

### Кургани
Преображенська могила в Царині між Бабайківкою та Преображенкою.

### Запорізький Кіш
В степу, недалеко від села Преображенка, до 1930 років добре зберігалися сліди великого Запорізького табору, який включав земляні вали, кургани та рови з сигнальними вежами. Всі вони разом відомі були під місцевою назвою Запорізького коша.

### Російська імперія
Село за даними 1886 року називалося Підкряжно-Надхівське поселення. 1886 року Підкряжно-Надхівське поселення належало Бабайківській волості Новомосковського повіту Катеринославської губернії. Тут мешкало 1 210 осіб, що мали 220 дворових господарств.

## Топоніми
Південна частина села називалася Надхівкою (Надхівські хутори) і лежали південніше озера Сороче. Центральна частина села називалася Підкряжні Низянські хутори (або Бабайківські хутори) і лежали східніше озера Солоне. Північна частина села називалася Мандрикине (або Пантелеймонівка).

## Населення

### Мова
Розподіл населення за рідною мовою за даними перепису 2001 року:
| Мова            | Кількість | Відсоток |
| --------------- | --------- | -------- |
| українська      | 1005      | 94.28%   |
| російська       | 40        | 3.75%    |
| білоруська      | 1         | 0.09%    |
| вірменська      | 1         | 0.09%    |
| інші/не вказали | 19        | 1.79%    |
| Усього          | 1066      | 100%     |

## Економіка
- ФГ «Сяйво».

## Об'єкти соціальної сфери
- Школа I—III ст.
- Дитячий садочок.
- Фельдшерсько-акушерський пункт.
- Клуб.

## Галерея

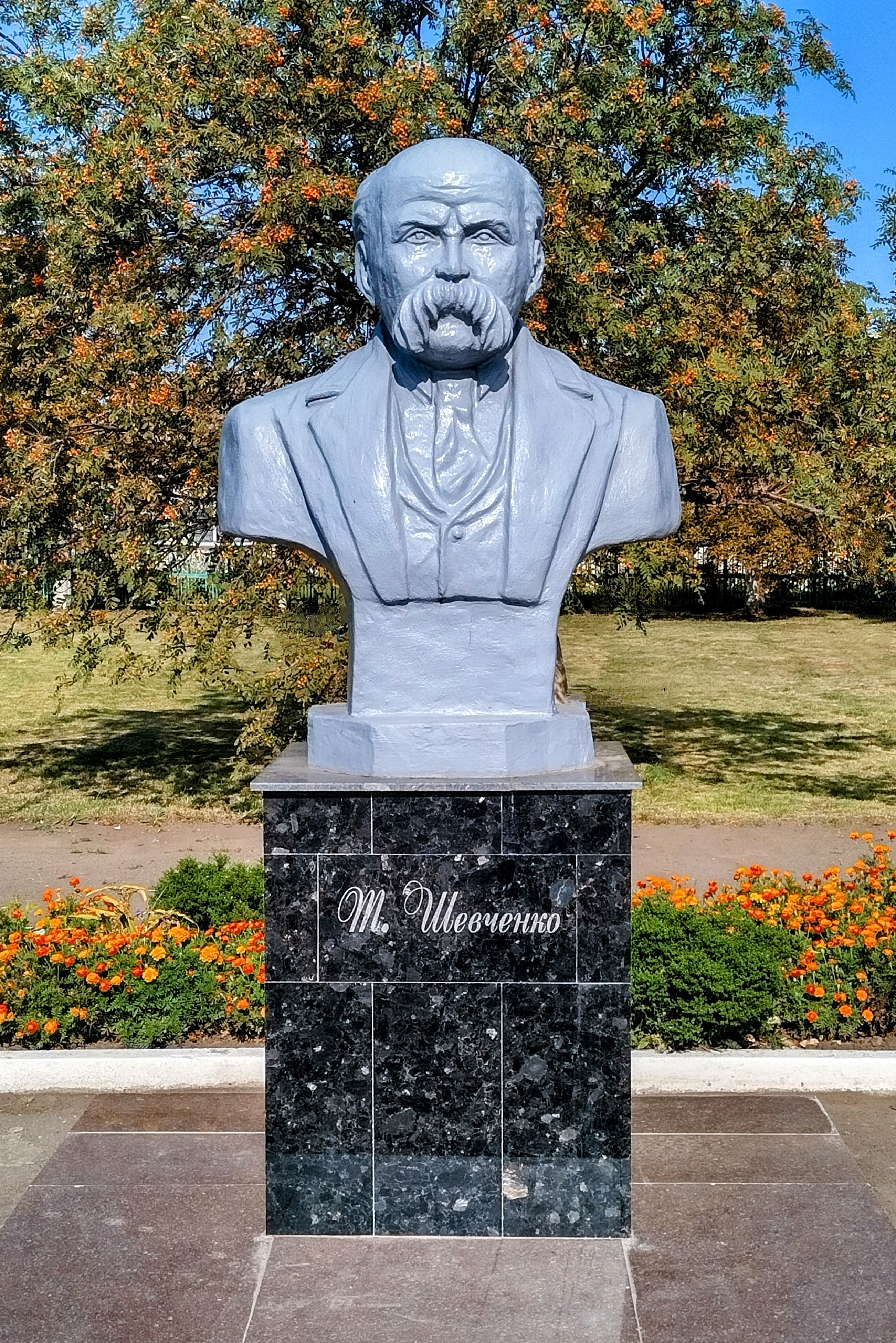
Погруддя Тараса Шевченка